# Staten Island Stapletons
Die Staten Island Stapletons, auch Staten Island Stapes, waren ein amerikanisches American-Football-Team. In den Jahren 1929 bis 1932 spielte die Mannschaft aus Stapleton in der National Football League.

## Geschichte

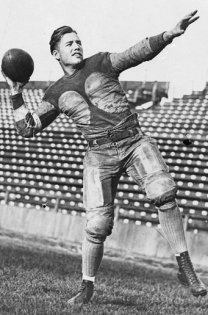
Doug Wycoff, um 1925

Das Team der Staten Island Stapletons wurde 1915 von Dan Blaine (1891–1958), einem ehemaligen Halfback, zusammen mit drei anderen Spielern aus der Stapleton-Nachbarschaft gegründet. Das Team spielte zunächst gegen andere Teams aus New York und New Jersey. Es stand mehr der Spaß als das Geld verdienen im Vordergrund, manchmal betrug das Gehalt nicht mehr als 10 Dollar pro Spiel. Gespielt wurde im Stapleton Park bzw. auf dem Stapleton Field.
Infolge des Kriegseintrittes der Vereinigten Staaten in den Ersten Weltkrieges und des Wehrdienstes von Blaine, wurden 1918 keine Spiele durchgeführt. Danach übernahm Blaine die alleinige Verantwortung für das Team. Blaine betrieb nach dem Krieg mehrere Restaurants auf Staten Island. Es gibt Gerüchte, dass es sich dabei auch im Speakeasys handelte und illegal Alkohol ausgeschenkt wurde. Auch soll Blaine im Alkoholschmuggel tätig gewesen sein. Die Geschäfte gaben ihm jedoch die Möglichkeit, die Football-Mannschaft nötigenfalls finanziell zu unterstützen. Bis 1924 spielte er noch als Halfback.
Ab 1917 spielte das Team im East Shore Oval, 1920 in Hulbert Field umbenannt, ab 1922 auch im Sisco Park in Port Richmond und ab 1924 wurde das Thompson Stadium mit ca. 8000 Plätzen genutzt. In dieser Zeit dominierten die Stapletons ihre Gegner und war das beste Team der Region.
Mit acht Siegen bei drei Niederlagen und zwei Unentschieden beanspruchten die Staten Islands Stapleton 1924 die Meisterschaft der Region New York-New Jersey für sich. Bereits im folgenden Jahr erhielten sie jedoch mit den New York Giants einen ernstzunehmenden Gegner. Das von Tim Mara gemanagte Team konnte mit dem Freundschaftsspiel gegen die Chicago Bears um Red Grange den größeren Zuschauerzuspruch reklamieren und besiegte auch die Stapletons beim ersten Aufeinandertreffen am 26. November 1925 mit 7:0.
1926 gründete Granges Manager C. C. Pyle die konkurrierende American Football League. Diese konnte sich jedoch nicht durchsetzen und bereits nach einem Monat waren die ersten Mannschaften finanziell am Ende. Eines dieser Teams waren die Newark Bears. Keines der bisherigen fünf AFL-Spiele hatten sie bis Ende Oktober 1926 gewonnen. Am 14. November 1926 besiegten sie jedoch die Stapletons mit 33:0. Unmittelbar darauf nahm Blaine die meisten Spieler der Bears unter Vertrag. Damit wurde das Team zumindest auf dem Papier mit den NFL-Teams ebenbürtig. Insbesondere der All-American Doug Wycoff von der Georgia Tech und der Trainer Harold Hansen führten zu einer spürbaren Verbesserung der Leistung des Teams.
Für die folgende Saison 1927 konnte Blaine Hansen weiterhin als Trainer binden. Wycoff war jedoch zu den New York Giants gewechselt. Insgesamt waren jedoch 15 Spieler der Bears wieder unter Vertrag. Von den dreizehn geplanten Spielen wurden zehn ausgetragen, Die zwei Niederlagen erfolgten gegen die New York Giants, die in dieser Saison auch die NFL-Meisterschaft gewannen. Mit einem 7:6-Sieg über die von Ernie Nevers angeführten Duluth Eskimos  konnten die Stapletons allerdings auf sich aufmerksam machen.
Unter der Trainingsleitung von Harold Hansen gelang es den Stapeltons in der Saison 1928 zehn der ausgetragenen zwölf Spiele zu gewinnen. Eine Niederlage gab es nur gegen das NFL-Team der Frankford Yellow Jackets. Siege gelangen gegen die NFL-Teams Dayton Triangles, New York Giants und Pottsville Maroons.
Durch die Erfolge und dem avisierten Zuschauerinteresse an Spielen gegen Teams aus der NFL motiviert, beantragte Dan Blaine die Mitgliedschaft in der Liga. Da Staten Island im Einzugsgebiet der New York Giants lag, benötigte Blaine vor allem die Zustimmung von Tim Mara. Dieser stimmte im Rahmen der NFL-Eignerversammlung zu und der Ligabeitritt war damit beschlossen. Unmittelbar darauf nahm Blaine den Halfback und Kicker Ken Strong, einen All-American der New York University unter Vertrag. Mit Doug Wycoff konnte er einen früheren Spieler als Trainer gewinnen.
In der ersten NFL-Saison 1929 standen dreizehn Spiele, davon zehn Liga-Spiele auf dem Plan. Die Spiele gegen Nicht-Liga-Gegner konnte das Team gewinnen. Siege gelangen gegen die Dayton Triangles, Boston Bulldogs und den Minneapolis Red Jackets. Gegen die New York Giants verlor das Team zweimal, Niederlagen gab es außerdem gegen die Orange Tornadoes und den Frankford Yellow Jackets. Am Ende der Saison wurde erreichte das Team mit Platz 6 von 12 Mannschaften das Mittelfeld der Liga.
1930 spielte das Team 15 Spiele. Davon zählten 12 Spiele zur NFL-Meisterschaft. Die Saison war durchwachsen, es gelangen fünf Siege, aber auch für Niederlagen und zwei Unentschieden waren zu verzeichnen. Gegen die New York Giants gewann das Team daheim, verlor aber das Auswärtsspiel auf dem Polo Grounds. Am 21. Dezember 1930 erfolgte deshalb noch ein nicht zur Meisterschaft gehörendes Spiel gegen die Giants auf den Polo Grounds, das mit 16:7 gewonnen wurde. Am Ende der Saison rangierte das Team wieder im Tabellenmittelfeld.
Ab Juli 1931 wird das Team in den Statistiken der NFL nicht mehr als Stapleton Football Club, Inc. sondern als Staten Island Stapes gelistet. Für die Saison 1931 übernahm Hinkie Haines die Position des Cheftrainers nach dem Wycoff als Spieler zu den New York Giants gewechselt war. Nach zwei Siegen, drei Niederlagen und einem Unentschieden wurde Haines von Marty Brill abgelöst. Dieser war bisher Assistent Coach an der Columbia gewesen. Auch unter Brill wurde es nicht besser. Das Team verlor die nächsten drei Auswärtsspiele, u. a. gegen die Green Bay Packers und die Portsmouth Spartans, und gewann schließlich die letzten beiden Saisonspiele gegen die Cleveland Indians und die New York Giants. Die Auswärtsspiele gegen die Packers und die Spartans waren die ersten Auswärtsspiele des Teams außerhalb der näheren Umgebung des Teams.
Für die Saison 1932 konnte wieder Harold Hansen, der erfolgreiche Trainer der Vor-NFL-Zeit, verpflichtet werden. Es gelangen dem Team nur Siege gegen die Brooklyn Dodgers und die Chicago Cardinals. Mit drei Unentschieden und sieben Niederlagen wurde das Team schließlich Tabellenletzter.
Auf Grund der sportlichen Misserfolge und der finanziellen Folgen der Weltwirtschaftskrise war für Blaine der Verbleib in der NFL mit den entsprechenden Franchise- und Reisekosten sowie Startgeldern nicht mehr finanzierbar. Es wurde deshalb vereinbart, dass das Team ein Jahr nicht am Liga-Betrieb teilnimmt. Es trat deshalb 1933 als unabhängige Mannschaft auf und spielte auch mehrfach gegen NFL-Teams. Wie in den Jahren zuvor spielte das Team ausschließlich daheim. Der Leistungsträger Ken Strong war mit Beginn der Saison zu den New York Giants gewechselt. Der finanzielle Erfolg blieb jedoch auch, auch auf Grund der zu geringen Zuschauerkapazität des Thompson Stadium.
Auch für 1934 konnten die Stapes erneut vom Spielbetrieb pausieren. Im Juni 1935 wurde schließlich die Franchise an die NFL zurückgegeben und der weitere Spielbetrieb der Mannschaft eingestellt.

## Uniform
Das Team spielte in schwarzen Jerseys mit gelb gestreiften Ärmel, gelben Ziffern und gelben Helm. 1930 und 1931 war der Rücken des Jerseys weiß mit schwarzen Ziffern. 1932 war das Jersey schwarz und weiß.

## Statistik
| Saison | Liga | Siege | Niederlagen | Unentschieden | Punkte erzielt | Punkte zugelassen | Platzierung | Coaches                    |
| ------ | ---- | ----- | ----------- | ------------- | -------------- | ----------------- | ----------- | -------------------------- |
| 1915   |      | 3     | 0           | 0             | 82             | 19                |             |                            |
| 1916   |      | 8     | 0           | 1             | 176            | 12                |             |                            |
| 1917   |      | 10    | 0           | 1             | >199           | >7                |             |                            |
| 1919   |      | 6     | 0           | 0             | 131            | 12                |             |                            |
| 1920   |      | 7     | 2           | 2             | 183            | 30                |             |                            |
| 1921   |      | 7     | 1           | 4             | 168            | 47                |             |                            |
| 1922   |      | 10    | 2           | 0             | 260            | 44                |             |                            |
| 1923   |      | 14    | 1           | 0             | 282            | 9                 |             |                            |
| 1924   |      | 8     | 3           | 2             | 170            | 70                |             |                            |
| 1925   |      | 6     | 2           | 2             | 82             | 40                |             | Al Neushaeffer             |
| 1926   |      | 10    | 3           | 0             | 146            | 70                |             | Al Neushaeffer             |
| 1927   |      | 6     | 2           | 2             | 91             | 55                |             | Harold Hanson              |
| 1928   |      | 10    | 1           | 1             | 190            | 35                |             | Harold Hanson              |
| 1929   | NFL  | 3     | 4           | 3             | 89             | 65                | 6. (von 12) | Doug Wycoff                |
| 1930   | NFL  | 5     | 5           | 2             | 95             | 112               | 6. (von 11) | Doug Wycoff                |
| 1931   | NFL  | 4     | 6           | 1             | 79             | 118               | 7. (von 10) | Marty Brill, Hinkie Haines |
| 1932   | NFL  | 2     | 7           | 3             | 77             | 173               | 8. (von 8)  | Harold Hanson              |
| 1933   |      | 9     | 5           | 1             | 194            | 79                |             |                            |

## Mitglieder in der Pro Football Hall of Fame
| Staten Island Stapletons Hall of Famer | Staten Island Stapletons Hall of Famer | Staten Island Stapletons Hall of Famer | Staten Island Stapletons Hall of Famer |
| Name                                   | Position                               | Spielzeit                              | Aufnahme in die HOF                    |
| -------------------------------------- | -------------------------------------- | -------------------------------------- | -------------------------------------- |
| Ken Strong                             | Halfback, Kicker                       | 1929–1932                              | 1967                                   |